# Fernando Quirarte
Fernando Quirarte Gutiérrez (17 de maig de 1956) és un exfutbolista mexicà.

## Selecció de Mèxic
Va formar part de l'equip mexicà a la Copa del Món de 1986.